# 自家移植
自家移植（じかいしょく、英: autotransplantation）とはある個体の組織を同一の個体に移植すること。組織は自家移植片として移植される。例として、やけどの皮膚移植の際に、患者自身のやけどをしていない部分の皮膚を採取し、やけどの部分に移植する場合などが挙げられる。異種移植(en)および異物移植 (en) と比較される。